# Kutless
Kutless é uma banda estadunidense de rock cristão fundada oficialmente em 1999 na cidade de Portland, Oregon. Eles já venderam mais de 3 milhões de cópias pelo mundo.

## História
O grupo lançou seu primeiro cd pela BEC Recordings em 2002. O grupo formou a banda em Portland, Oregon, em 1999, inock Evangélico como Supertones e as batidas modernas de Staind e Creed. As sementes da faixa foram semeadas quando Stu se mudou para Portland, saindo de sua terra natal em Dakota do Norte para se ingressar na faculdade, onde conheceu Jon-Micah, Kyle, e Ryan. Todos os membros do Kutless congregam na mesma igreja, Athey Creek, onde começaram a tocar juntos. Decidiram-se logo renunciar a faculdade para concentrar em sua carreira da música. Os ensaios eram feitos no porão da casa de um dos integrantes do grupo. A banda também participou de eventos beneficentes em favor de mulheres e crianças vítimas de câncer.

## Integrantes

### Atuais
- Jon Micah Sumrall - vocal (2000 - presente)
- James Mead - guitarras, vocal de apoio (2000 - presente)
- Dave Luetkenhoelter - baixo (2005 - presente)
- Jeffrey Gilbert - bateria (2005 - 2012)
- Kyle Peek - bateria (2012 - presente)
- Nick DePartee - guitarra, vocal de apoio (2007 - presente)

### Fundadores
- Nathan "Stu" Stuart - baixo (2000 - 2002)
- Kyle Zeigler - baixo (2002 - 2005)
- Kyle Mitchell - bateria (2000 - 2005)
- Ryan Shrout - guitarra (2000 - 2007)

## Discografia
- Kutless (2002)
- Sea of Faces (2004)
- Strong Tower (2005)
- Live From Portland (2006)
- Hearts of the Innocent (2006)
- To Know That You're Alive (2008)
- It Is Well (2009)
- Believer (2012)
- Glory (2014)
- Surrender (2015)
- Alpha / Omega (2017)

### Outros lançamentos
- "More Than It Seems" - Tema do filme As Crônicas de Nárnia: o leão, a bruxa e o guarda-roupas (2005)
- "It Came Upon A Midnight Clear" - WOW Christmas (2005)
- "Are You Real" - KJ-52 (2005)